# Prope
Prope Ltd. — компания, специализирующаяся на разработке компьютерных игр.

## История
Компания была основана бывшими сотрудниками Sonic Team, во главе с бывшим главой компании Юдзи Накой со стартовым капиталом 10 млн иен, часть этих денег была передана компанией Sega, в обмен на то, что Sega будет издателем будущих игр, но если она откажется от издательства игры, то Юдзи Нака может попросить другую компанию.
Prope намерена создавать игры для детей и взрослых, а также для того, чтобы изучить возможности двухмерной и трёхмерной графики.

## Список игр, разработанных компанией
Первоначально студия была связана с разработкой сиквела игры Nights into Dreams…, но Nights: Journey of Dreams в итоге была разработана студией Sega Studio USA. Нака в одном интервью заявил, что студия не будет разрабатывать игры, права которых принадлежат Sega. В декабре 2008 года были выпущены первые две игры — Let’s Tap и Let’s Catch, последняя была размещена на WiiWare. Распространением обеих игр занималась компания Sega. После выпуска двух игр на Wii, компания преступила к разработке игры для iPhone и Windows Phone: в ноябре был выпущен порт Let’s Tap и разработана игра Ivy the Kiwi? соответственно. Версия для Windows Phone была выпущена компанией Microsoft, а через год компанией была портирована для Wii и Nintendo DS и выпущена компаниями Namco Bandai, Xseed Games и Rising Star Games. Осенью расширили список уровней до 50 для Wii и Nintendo DS версий.

### iOS
Игры были выпущены лейблом iPrope.
- Let’s Tap (2009)
- 10 Count Boxer (2009)
- Fluffy Bear (2009)
- Just Half (2010)
- Real Ski Jump HD (2010)
- PD -prope discoverer- (2011)
- Flick Pig (2011)
- Get the Time (2011)
- Past Camera (2011)
- Power of Coin (2011)
- Nine Dungeon (2011)
- Real Animals HD (2011)
- Real SkiJump Battle (2012)
- Ivy the Kiwi? (2012)
- Buddy Monster (2012)
- Real Whales (2013)
- E-Anbai Just Right (2014)
- Samurai Santaro (2014)

### Nintendo DS
- Ivy the Kiwi? (2010)

### Nintendo 3DS
- Rodea the Sky Soldier (2015)

### Wii
- Let’s Catch (2008)
- Let’s Tap (2008)
- Ivy the Kiwi? (2010)
- Fishing Resort (2011)
- Rodea the Sky Soldier (2015)

### Windows Phone
- Ivy the Kiwi? (2009)

### PlayStation Portable
- Digimon Adventure (2013)

### PlayStation 3
- Digimon All-Star Rumble (2014)

### Android
- Real Whales (2013)
- Absolutely Innocent Princess (TBA)